# Estadi Al Khor
}
L'Estadi Al Khor (en àrab: ملعب الخور) va ser un estadi multiusos en què es realitzaven partits de futbol i competicions d'atletisme, situat a la ciutat d'Al Khor, Qatar. Va ser demolit el 2015 perquè al seu lloc s'hi bastís l'Estadi Al-Bayt.
Posseïa una capacitat per a 12.000 espectadors, i s'hi jugaven partits de la Lliga de futbol de Qatar. Els clubs Al-Khor Sports Club i Al-Kharitiyath SC tenien la seva seu en aquest estadi.